# Chlorambucyl
Chlorambucyl (łac. chlorambucilum) – organiczny związek chemiczny, pochodną iperytu azotowego, zawierająca rodnik fenylomasłowy. Należy do cytostatyków o działaniu alkilującym. Jest fazowo-niespecyficzny, swoisty dla cyklu komórkowego. Działa podobnie, tylko wolniej i jest mniej toksyczny niż cyklofosfamid.

## Zastosowanie
- chłoniaki o niskim stopniu złośliwości
- czerwienica
- jako lek immunosupresyjny, jeżeli zastosowanie cyklofosfamidu jest przeciwwskazane

## Działania niepożądane
- supresja szpiku
- nudności i wymioty (rzadko)
- zmiany skórne
- bezpłodność
- łysienie
- wtórne białaczki

Chlorambucyl dostępny jest w postaci tabletek pod nazwą handlową Leukeran.